# تشو شياو دي
تشو شياو دي (بالإنجليزية: Zhu Xiao Di) هو كاتب أمريكي، ولد في 1958.